# Antonio Galves
Jefferson Antonio Galves, né à São Paulo le 18 juin 1947 et mort à Campinas le 5 septembre 2023, est un  mathématicien probabiliste, physicien, neurobiologiste et professeur d'université brésilien.
Il est coordinateur du Centre de recherche, d'innovation et de diffusion en neuromathématiques (NeuroMat), professeur de l'Institut de mathématiques et de statistiques, de l'Université de São Paulo et membre de l'Académie brésilienne des sciences. Il travaille sur des thèmes liés à la sélection statistique de modèles, en particulier les modèles stochastiques et avec mémoire à longueur variable.
En 2007, il reçoit la Grand-Croix de l'ordre national du mérite scientifique.
Il est à la tête d'un groupe de chercheurs de différents domaines qui travaillent sur les neuromathématiques, au NeuroMat, avec l'objectif de développer une nouvelle théorie du cerveau.